# Mare de Déu del Roser de Sant Feliu de Pallerols
Mare de Déu del Roser de Sant Feliu de Pallerols és un edifici del municipi de Sant Feliu de Pallerols (Garrotxa) inclosa en l'Inventari del Patrimoni Arquitectònic de Catalunya.

## Descripció
La capella està situada a l'entrada de la vila. És d'una sola nau amb capelles laterals. La nau està coberta amb arcs d'aresta i l'absis amb una volta poligonal amb una clau de volta i motllures planes que ressegueixen les arestes. Les capelles s'obren a la nau mitjançant arcs de mig punt motllurats. A la part superior del mur una motllura en forma d'entaulament clàssic ressegueix tot el perímetre de la nau i l'absis. L'altar és d'estil barroc, daurat i amb diverses representacions de la Verge.
La façana principal té una gran porta allindanada, una fornícula amb una escultura i una rosassa; té un acabament mixtilini decorat amb una creu al centre i boles sobre peanyes als costats. Al costat esquerre, mirant capa a la façana, es troba el campanar, de planta quadrada a la part inferior i octogonal a la superior; a la part superior s'obren quatre obertures d'arc de mig punt per emplaçar les campanes. La teulada és troncopiramidal i acaba en una creu de ferro.

## Història
Es tracta d'una església anterior al 1579. Va gaudir la seva màxima esplendor devocional i artístic en els segles XVII-XVIII en què hi havia una confraria dedicada a la Verge.